# Industria de Turbo Propulsores
Pour les articles homonymes, voir ITP.
Industria de Turbo Propulsores (ITP) est un motoriste et équipementier aéronautique espagnol et un fabricant de turbine à gaz.
A sa création, l'entreprise est détenue par Sener Aeronáutica à 53,1 % et Rolls-Royce plc à 46,9 %, pour le développement du moteur Eurojet EJ200.
Depuis 2016, ITP est détenu à 100 % par Rolls-Royce.
ITP participe à plusieurs projets de collaboration sur la fabrication de moteurs d'avions ou d'hélicoptères :

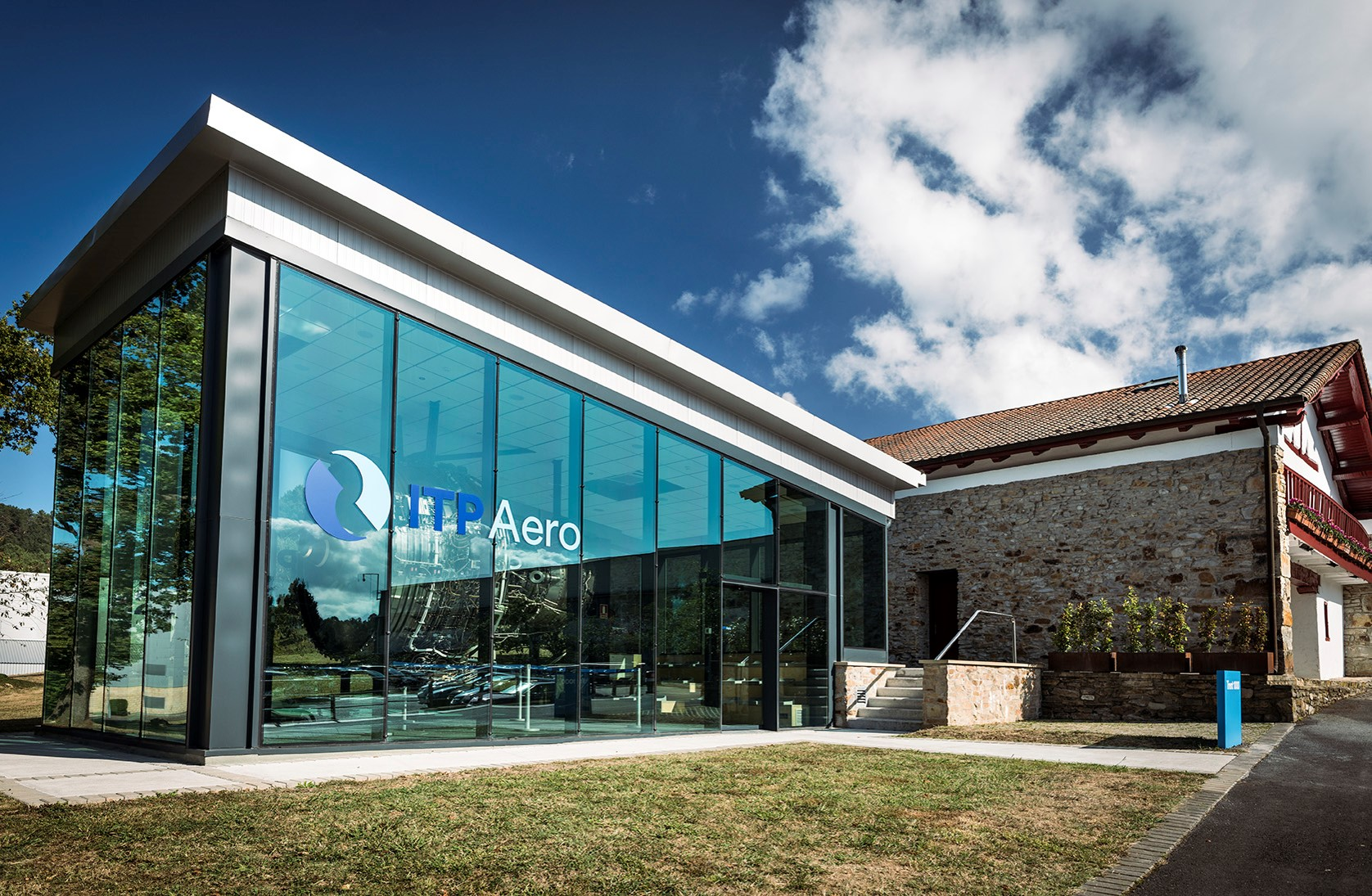
Usine ITP de Zamudio

- Eurojet EJ200
- Europrop International TP400
- MTR MTR390-E